# بی‌خدایی مثبت و منفی

نموداری از رابطه میان تعاریف بی‌خدایی مثبت و منفی و بی‌خدایی صریح و ضمنی.

بی‌خدایی مثبت و منفی، نحوه و میزان رد کردن باور به خدا از جانب یک خداناباور است. در بی‌خدایی منفی یا منفی‌گرا، فرد به وجود خدایان اعتقاد ندارد و همین‌جا ختم می‌شود (ادعا نمی‌کند خدایی وجود ندارد). در بی‌خدایی مثبت، فرد علاوه بر عدم اعتقاد به وجود خدایان، ادعا می‌کند خدایان وجود ندارند. تمام خداناباوران (بی‌خدایان و ندانم‌گرایان خداناباور) به صورت پیش‌فرض بی‌خدای منفی هستند.
در نوشتارهای فلسفی، گاهی، به جای بی‌خدایی مثبت، از بی‌خدایی قوی یا بی‌خدایی سخت، و به جای بی‌خدایی منفی، از بی‌خدایی ضعیف یا بی‌خدایی نرم، استفاده می‌شود و اینها با هم، مترادف‌اند.
بی‌خدایی مثبت و منفی توسط آنتونی فلو از سال ۱۹۷۶ به کار رفته‌است، و در نوشتارهای علمی کاربرد بیشتر داشته‌است. برای مثال از دهه ۱۹۹۰ توسط مایکل مارتین استفاده شده‌است. اصطلاح بی‌خدایی قوی/ضعیف از اواسط ۱۹۹۰ در اینترنت و گروه‌های خبری چون alt.atheism به‌کار رفت و معروف شد.

## دامنه کاربرد
به دلیل انعطاف‌پذیری اصطلاح خدا، ممکن است کسی نسبت به برخی مفاهیم خدا یک بی‌خدای مثبت (قوی)، و نسبت به برخی مفاهیم دیگر، بی‌خدای منفی (ضعیف) باشد. برای مثال نسبت به خدای ادیان کلاسیک با صفات قادر مطلق، علم لایتناهی، در همه جا حاضر و عادلی که انسان‌ها برایش مهم است، یک فرد ممکن است بی‌خدای مثبت باشد (طبق برهان شر)، درحالیکه در برابر تعریف خدا در دادارباوری می‌تواند یک بی‌خدای منفی باشد؛ یعنی آن را باور نداشته باشد ولی وجودش را انکار نکند.
طبق تعریف مثبت/منفی، برخی ندانم‌گرایان می‌توانند بی‌خدای منفی در نظر گرفته شود. هرچند صحت این تقسیم‌بندی مورد مناقشه است، و برخی بی‌خدایان برجسته مثل ریچارد داوکینز از کاربرد آن دوری می‌کنند. در کتاب توهم خدا، داوکینز، افرادی را که احتمال وجود خدا برایشان بین بسیار بالا تا بسیار پایین است ندانم‌گرا نام‌گذاری می‌کند، و اصطلاح بی‌خدای قوی (مثبت) را برای کسانی به‌کار می‌برد که ادعا می‌کنند می‌دانند خدا وجود ندارد. تحت این مقیاس او خودش را عملاً بی‌خدا، ولی نه بی‌خدای قوی تقسیم‌بندی می‌کند.
در داخل بی‌خدایی منفی (ضعیف)، آنتونی کنی فیلسوف، بین دو دستهٔ ندانم‌گرایان که نسبت به ادعای «خدا وجود دارد» مردد هستند، و ناشناخت‌گرایان الهیاتی که در نظرشان بحث همه خدایان پوچ و بی‌معنی است تمایز می‌گذارد.